# Championnats de France d'athlétisme 1923 (FSAF)
Ne doit pas être confondu avec Championnats de France d'athlétisme 1923.
Navigation
Championnats 1922 Championnats 1924
Les Championnats de France d'athlétisme (FSAF) 1923 ont eu lieu le 15 août 1923 à Paris.

## Palmarès

### Hommes
| Discipline            | Athlète               | Athlète        |
| --------------------- | --------------------- | -------------- |
| 100 m                 | Liebner               | 11 s 40        |
| 400 m                 | Huc                   | 53 s 48        |
| 800 m                 | Villette              | 2 min 9 s 0    |
| 1 500 m               | G. Lacire             | 4 min 17 s 6   |
| 10 000 m              | Arcelin               | 55 min 41 s 20 |
| Saut en hauteur       | Turpin                | 1,60 m         |
| Saut en longueur      | Voisin                | 5,87 m         |
| Lancer du poids       | Turpin                | 10,18 m        |
| Lancer du disque      | Turpin                | 28,97 m        |
| Relais 4 × 250 mètres | Jeuness AS Parisienne |                |
| Course d'1 heure      | Lepers                | 10km 35        |

## Source
- L'Écho d’Alger, 6 août 1923